# Amtsgericht Duderstadt

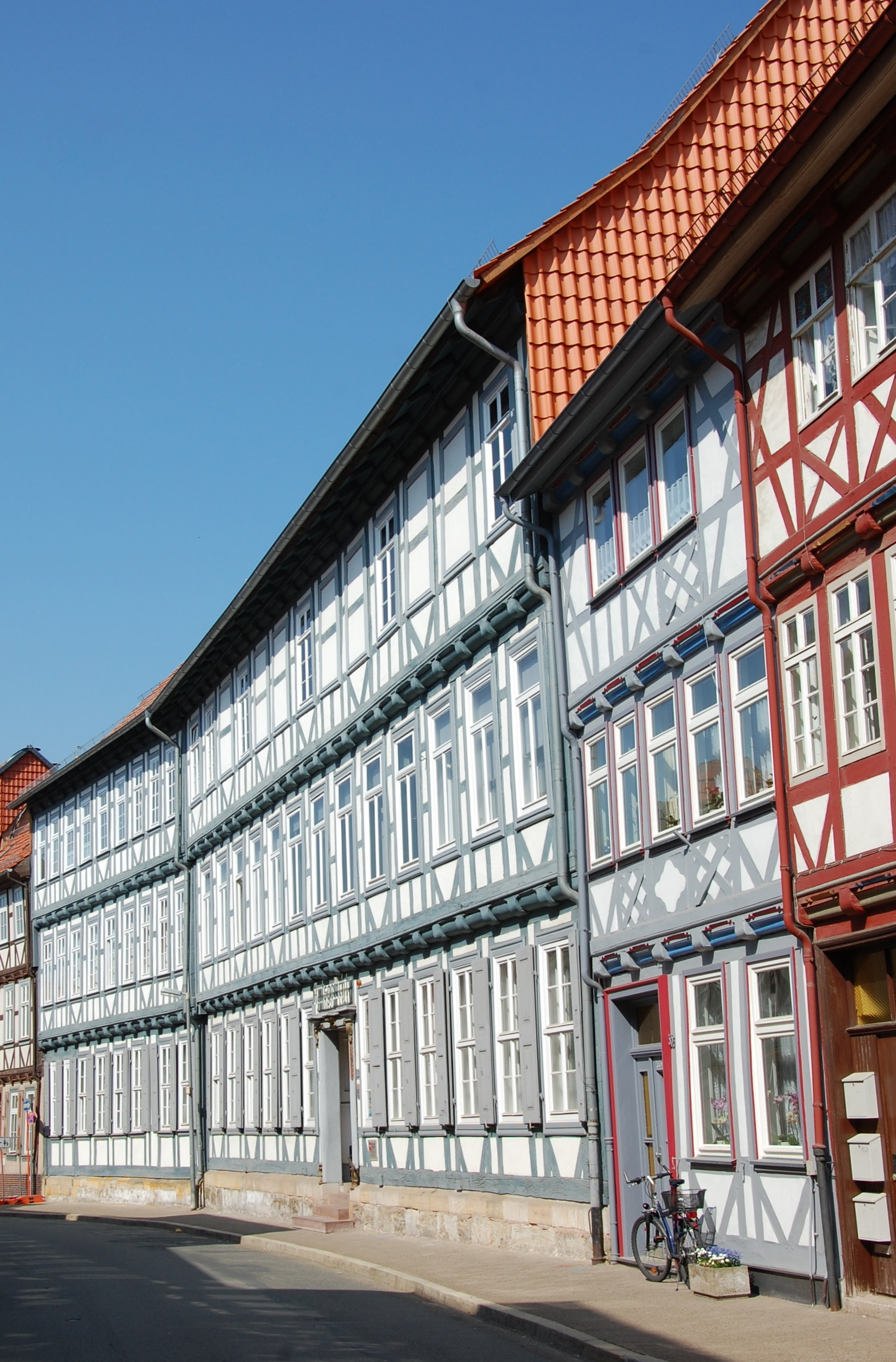
Amtsgericht Duderstadt

Das Amtsgericht Duderstadt ist eines von sieben Amtsgerichten im Landgerichtsbezirk Göttingen. Es hat seinen Sitz in Duderstadt.
Das Amtsgericht hat insgesamt 25 Mitarbeiter, darunter drei Richter und vier Rechtspfleger. Der Gerichtsbezirk des Amtsgerichts Duderstadt umfasst neben Duderstadt die Samtgemeinden Gieboldehausen und Radolfshausen. Das Amtsgericht Duderstadt hat somit etwa 45.000 Gerichtseingesessene. Übergeordnetes Gericht ist das Landgericht Göttingen.

## Geschichte
Die Ursprünge des Amtsgerichts liegen im Stadtgericht Duderstadt, das neben dem Gogericht 1247 durch die Braunschweiger Herzöge gegründet wurde. Nachdem Duderstadt zeitweise zum Königreich Westphalen gehörte und somit französisches Recht durch ein „Civiltribunal“ gesprochen wurde (siehe Justizwesen im Königreich Westphalen), kam die Stadt 1815 nach dem Wiener Kongress zum Königreich Hannover.
Durch die Justizreform im Königreich Hannover im Jahr 1852 wurde das Stadtgericht aufgelöst und die Amtsgerichte Duderstadt, Gieboldehausen und Lindau errichtet. Das Amtsgericht war dem Obergericht Osterode untergeordnet. Das Amtsgericht Lindau wurde jedoch bereits 1859 dem Amtsgericht Gieboldehausen zugeschlagen, welches seinerseits 1932 aufgelöst und mit dem Amtsgericht Duderstadt vereinigt wurde.